# Troglohyphantes lucifuga
Troglohyphantes lucifuga là một loài nhện trong họ Linyphiidae.
Loài này thuộc chi Troglohyphantes. Troglohyphantes lucifuga được Eugène Simon miêu tả năm 1884.